# Thierry Ardisson
Pour les articles homonymes, voir Ardisson.
Thierry Ardisson, né le 6 janvier 1949 à Bourganeuf (Creuse) et mort le 14 juillet 2025 à Paris 13e, est un animateur et producteur français de télévision. Il est également producteur de cinéma, écrivain et publicitaire.
Il débute dans la publicité, en fondant l'agence Business, puis s'oriente vers la presse écrite. Il fait ses débuts à la télévision à la fin des années 1980 avec des émissions comme Bains de minuit et Lunettes noires pour nuits blanches. Après une période de retrait au début des années 1990, le surnommé « l'homme en noir » revient avec plusieurs programmes à succès.
Certaines de ses émissions de télévision sont considérées comme figurant parmi les plus marquantes de la télévision française, notamment Paris Dernière, Tout le monde en parle, On a tout essayé (en tant que producteur) et Salut les Terriens !, devenue Les Terriens du samedi !.
Auteur de plusieurs ouvrages, il connaît un certain succès éditorial avec Louis XX. Contre-enquête sur la Monarchie et Confessions d’un baby-boomer. Il devient également producteur de films.

## Biographie

### Enfance, formation et débuts
Les parents de Thierry Ardisson sont originaires de la région de Nice,. Sa mère, Juliette Renée Gastinel (1930-2022), est femme au foyer et son père, Victor Ardisson (1925-2004), est ingénieur dans le BTP, notamment pour l'entreprise fondée par André Borie (en), ce qui oblige la famille à déménager fréquemment.
Thierry naît le 6 janvier 1949 à Bourganeuf, dans le département de la Creuse, où sa famille s'est installée temporairement pour un chantier. Il passe une partie de sa petite enfance en Algérie, où son père travaille à la restauration de la base militaire de Mers el-Kébir. Il a un frère cadet, Patrick.
En 1957, sa famille déménage à Arêches, dans le Beaufortain, en Savoie, son père étant alors affecté à la construction du barrage de Roselend, l’un des plus grands de France. Il poursuit sa scolarité au collège Saint-Michel d'Annecy, puis obtient une licence d'anglais à l'université Paul-Valéry-Montpellier-III.
À 17 ans, DJ dans une discothèque de Juan-les-Pins, le Whisky à Gogo, il vit sa première expérience homosexuelle, comme il le raconte dans son autobiographie Confessions d'un baby-boomer.

### Carrière dans la publicité et la presse
Thierry Ardisson commence sa carrière en tant que concepteur-rédacteur dans la publicité. En 1969, il tente sa chance à Paris et est embauché au service promotion des ventes chez BBDO. Il travaille ensuite chez TBWA et Ted Bates avant de fonder, avec Éric Bousquet et Henri Baché, l'agence Business en 1978. Il invente alors le spot publicitaire de huit secondes, permettant aux annonceurs à petit budget d'accéder à la télévision.
Il est également l'auteur de slogans publicitaires restés célèbres :
- « Ovomaltine, c'est de la dynamique ! »[19],[20],[21]
- « Vas-y Wasa ! »[20]
- « Lapeyre, y en a pas deux »![20]
- « Chaussée aux Moines : Amène ! »[22]
- « Quand c’est trop, c’est Tropico ! »[23],

annonçant les gimmicks de ses futures émissions de télévision, comme « Magnéto, Serge ! » (à Serge Khalfon), ou « Qu'est-ce qu'on écoute, Corti ? » ( au DJ Philippe Corti)...
L'agence Business vend également des articles « clés en main » à la presse française, comme les séries L’Hebdo des Savanes ou Descentes de Police.
Au milieu des années 1970, il participe au magazine underground Façade aux côtés d'Alain Benoist, Jean-Luc Maître et Laurent Laclos,. Il fréquente alors régulièrement Le Palace.
L'éditeur Daniel Filipacchi le nomme ensuite directeur-adjoint des rédactions chez Hachette-Filipacchi. Il prend alors la direction de L'Écho des savanes, qu’il rebaptise temporairement L’Hebdo des Savanes. Les sujets abordés, jugés trop provocateurs, entraînent son départ.
En 1992, il lance, en association avec Daniel Filipacchi, le mensuel Interview, qu'il doit rebaptiser un an plus tard Entrevue, après avoir perdu un procès pour plagiat intenté par le magazine américain Interview. Il revend ses parts à Filipacchi en 1995.
Avec Francis Morel, Alexis Kebbas et les éditions Springer, il lance un nouveau magazine de presse, J'économise, imprimé à 420 000 exemplaires en 1998.

### Carrière à la télévision

#### Années 1980
Alors que son agence, « Business », vend des articles de la série Descentes de Police au magazine Rock & Folk, après avoir interviewé Yannick Noah, en 1980, il y révèle que ce dernier, alors en pleine ascension, fume du haschich et que les tennismen prennent des amphétamines avant les matchs - un scandale lui valant son premier passage à la télévision.
En 1985, sur proposition de la productrice Marie-France Brière, il adapte Descente de police pour TF1, une émission où les personnalités invitées subissent un interrogatoire policier sec et brutal. L’émission est arrêtée quelques mois plus tard sur demande de la Haute Autorité de l’audiovisuel. Soutenu par Hervé Bourges lui ayant donné carte blanche, il reste cependant sur TF1 et présente Scoop à la une. De 1986 à 1987, il coproduit avec Catherine Barma À la folie pas du tout, présenté par Patrick Poivre d'Arvor. En 1987, Thierry Ardisson revend ses parts de l’agence Business et crée sa société de production Ardisson & Lumières.
De septembre 1987 à juin 1988, il invente et assure la direction artistique avec Catherine Barma pour La Cinq de Face à France animé par Guillaume Durand, Bains de minuit, émission dite « branchée » qu'il présente dans la discothèque Les Bains Douches,, et Childéric un hit parade présenté par Childéric Muller. Le 9 septembre 1988, il présente avec le DJ Claude Challe coassocié aux Bains Douches, sur Antenne 2, le concert de Prince à Dortmund en Allemagne.
De 1988 à 1990, il présente, depuis le Palace, une célèbre discothèque, Lunettes noires pour nuits blanches sur Antenne 2, en troisième partie de soirée le samedi — une émission rock pour remplacer l'émission Les Enfants du rock venant de s'arrêter. Le titre de l'émission vient d'un slogan publicitaire qu'il a signé pour les lunettes Glamor, dix ans auparavant. Pour cette émission, il crée le concept des « interviews formatées » telles que Interview première fois, Auto-interview ou Questions cons. L'émission est pastichée dans La télé des Inconnus, avec notamment Didier Bourdon imitant Ardisson, Bernard Campan Laurent Baffie, Pascal Légitimus l'animateur Arthur... Bien plus tard, Guillaume Durand déclare qu'Ardisson est « l'un des plus grands intervieweurs des trente dernières années : ses tournages très longs donnaient des interviews osées, dangereuses ». En parallèle, toujours avec Catherine Barma, il coproduit Stars à la barre pour Antenne 2, d’abord présenté par Roger Zabel, puis par Daniel Bilalian.
Il reprend ensuite le créneau du samedi à 19 heures avec Télé Zèbre, avec la participation d'Yves Mourousi, Françoise Hardy, Philippe Manœuvre et deux nouveaux venus : Yvan Le Bolloc'h et Bruno Solo.

#### Années 1990
En juin 1990, il présente un documentaire, Rolling Stones : les jumeaux impossibles sur Antenne 2.
De 1991 à 1992, il présente sur Antenne 2, en deuxième partie de soirée, Double Jeu avec, notamment, des caméras cachées de Laurent Baffie, le jeu « Info ou Intox » de Philippe Guérin, le blind test musical de Philippe Corti. Jugée trop provocatrice, l’émission est supprimée par la direction de France 2 début janvier 1993. Un mois plus tard, il revient sur France 2 en présentant Ardimat, une émission où le présentateur menace de tuer son chien si l’audimat baisse. L’émission dure dix épisodes avant d’être elle aussi arrêtée. De 1992 à 1994, il produit l'émission Frou-Frou présentée par Christine Bravo. Il tente sans succès le lancement du magazine de presse écrite du même nom.
En janvier 1993, il présente Cœur d'Ardishow sur France 2, une rétrospective de ses émissions. En 1994, à la suite de l'échec de ses émissions Ardimat puis Autant en emporte le temps, il renonce un temps à présenter des émissions mais reste producteur (Graines de star et FlashBack pour M6 avec Laurent Boyer),.
En 1995, il produit l'émission d'avant soirée pour la chaîne TF1, Les Niouzes, avec Laurent Ruquier. Devant l'échec d'audience, il demande l’arrêt de l’émission dès sa première semaine. La même année, il produit et présente Paris Dernière sur Paris Première. De 1995 à 1998, il produit pour Paris Première Top Flop présenté par Alexandra Kazan. À partir de 1997, il anime Rive droite / Rive gauche avec Frédéric Beigbeder, Élisabeth Quin, Philippe Tesson et retrouve ainsi le succès après quelques années de passage à vide et d'échecs.
En 1997, en association avec le groupe Lagardère et Sony télévision, il crée Free One, chaîne télévisée en direct 24/24 devant être distribuée par Canalsatellite et sur le câble mais, laquelle ne verra jamais le jour,. Au cours de l’été 1997, Thierry Ardisson produit l'émission Vue sur la mer, présentée par Maïtena Biraben.
En 1998, il rejoint France 2 pour animer Tout le monde en parle avec Laurent Ruquier puis Linda Hardy, Kad et Olivier et enfin Laurent Baffie le samedi en deuxième partie de soirée.
Lors de l'été 1999, il coanime avec Laurent Ruquier, un numéro de l'émission Le Grand Tralala, un divertissement en deuxième partie de soirée dans lequel le ou les animateurs ne connait(ssent) pas le contenu de l'émission.

#### Années 2000
En 2003, Thierry Ardisson lance sur France 2 Tribu, émission trimestrielle en première partie de soirée, qui connaît un échec d'audience et est remplacée par Ardisson en 2004 pour Opinion publique sans plus de succès. De 2003 à juin 2007, il présente parallèlement 93, faubourg Saint-Honoré sur Paris Première, un dîner à son domicile personnel au cours duquel il dialogue avec diverses personnalités commensales.
En 2004, il anime en direct une soirée consacrée au 60e anniversaire du Débarquement, sur France 2, avec Michel Drucker. En 2005, il présente, à nouveau en duo et en direct avec Drucker, Le Plus Grand Français de tous les temps, sur France 2 et coproduit en septembre 2005 Concerts sauvages sur France 4.
À la fin de saison 2005-2006, Thierry Ardisson quitte France 2. La nouvelle direction de France Télévisions met en application le principe d’exclusivité des animateurs du service public après sa signature avec Paris Première pour une nouvelle saison de 93, faubourg Saint-Honoré. Thierry Ardisson refuse de dénoncer son contrat avec Paris Première et se voit obligé de quitter France Télévisions. Dans une lettre ouverte en mai 2006 à Patrick de Carolis, président-directeur général de France Télévisions, Ardisson déplore devoir partir : « C’est un miracle que tu fusilles ». Il rappelle qu’il a signé un contrat d’exclusivité avec France 2 lui interdisant de se produire sur une autre chaîne généraliste hertzienne, or, Paris Première, chaîne du câble et du satellite, est diffusée dans l’offre TNT payante et cryptée. Mais France 2 considère que Paris Première fait partie des chaînes généralistes hertziennes et demande donc l’application du contrat d’exclusivité.

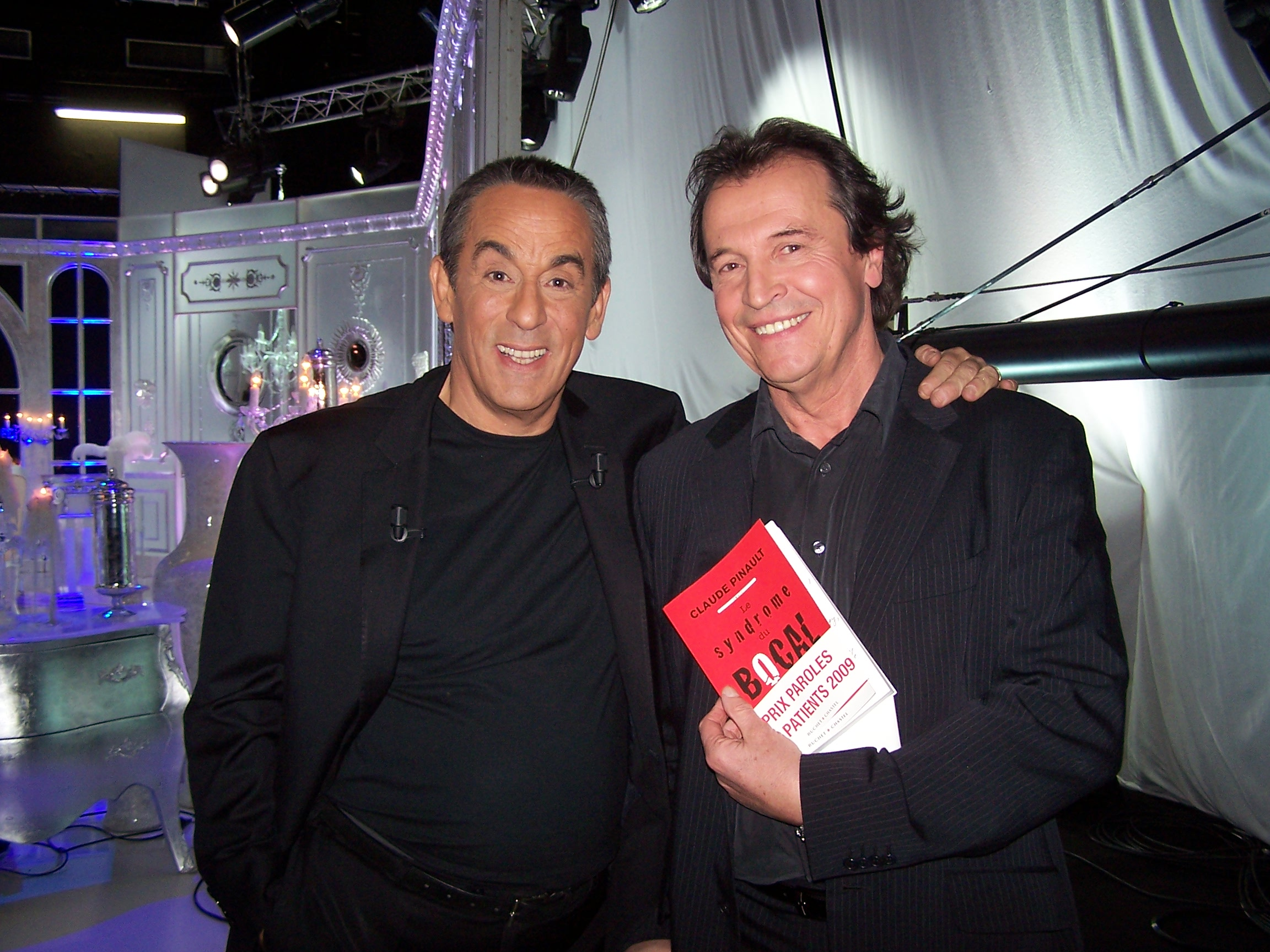
Thierry Ardisson sur le plateau de Salut les Terriens ! et Claude Pinault en 2009.

Thierry Ardisson rejoint alors Canal+. À partir du 4 novembre 2006, il y produit avec Stéphane Simon et présente l'émission Salut les Terriens !, chaque samedi soir en avant soirée en clair. L’émission cumule un audimat de 750 000 téléspectateurs dès la première année.
Le 5 avril 2008, pour fêter les vingt ans de télévision de l'animateur, la chaîne Jimmy diffuse un documentaire en deux parties, Ardisson : 20 ans d'antenne, réalisé par Patrick Kieffer et Marie-Ève Chamard.

#### Années 2010 et 2020
Durant l’été 2010, il présente Happy Hour, un programme en lieu et place de Salut les Terriens, mélangeant talk-show et jeu. Il produit aussi pour France 2 sur cette période La télé est à vous, émission présentée par Stéphane Bern. À partir de décembre 2010, il anime pendant trois saisons Tout le monde en a parlé sur Jimmy et revient sur le parcours d'individus ayant fait, un temps, l'actualité[réf. nécessaire].
Il présente de nouveau Happy Hour en décembre 2011, en remplacement du Grand Journal puis pendant l'été 2012. En octobre 2014, alors qu’il présente toujours Salut les Terriens ! sur Canal+, l’audimat atteint 1,4 million de téléspectateurs, ce qui en fait l’émission la plus performante de la chaîne, disposant depuis longtemps d'« un public fidèle ».
En 2015, Thierry Ardisson propose à la chaîne M6, le scénario de Peplum, une mini-série humoristique et anachronique prenant place dans la Rome antique. L'animateur dit avoir eu l'idée du scénario grâce à la prestation de Peter Ustinov dans Quo vadis (1951). Les trois épisodes, d’une durée de 90 minutes chacun, sont diffusés en prime-time à partir du 24 février 2015, à raison d’un épisode par semaine.
L'année suivante, il est à l'honneur d'un documentaire Génération Ardisson : 30 ans de télévision, avant de lancer sa nouvelle émission Zéro limite. Entre-temps, l'entrepreneur Vincent Bolloré, qu'il soutient clairement malgré la tempête déclenchée lors du remaniement de Canal+, lui demande de passer son émission phare Salut les Terriens ! sur l'ex-D8.
À partir de septembre 2017, il présente Les Terriens du dimanche ! de 19 h à 21 h sur C8, déclinaison dominicale de Salut les Terriens !.
À la rentrée 2018, Salut les Terriens est renommée Les Terriens du samedi ; le décor et la formule changent. Le 18 mai 2019, Ardisson annonce dans un communiqué qu'il ne va plus travailler pour la chaîne C8. Il enregistre alors le dernier talk-show de sa carrière le mercredi 29 mai 2019, donnant lieu à un documentaire inédit sur cette journée, dans lequel le grand public le découvre hors caméra. Il justifie son départ par le manque de moyens que lui aurait mis à disposition la chaîne, expliquant qu'il « ne veut pas faire de la télé low-cost »,. Ardisson révèle en 2023 qu'il observe des divergences, notamment politiques, avec Bolloré.
Fin août 2019, Thierry Ardisson attaque en justice Vincent Bolloré, son ancien patron chez Canal+,. L'animateur réagit à la déprogrammation de ses animations prévues pour la rentrée 2019 : il estime qu'elles ont été annoncées beaucoup trop tardivement, causant un préjudice à sa société de production. Ardisson saisit donc le tribunal de commerce pour « rupture brutale de dépendance économique ». Après jugement du tribunal puis le recours en appel demandé par le plaignant Ardisson, la cour de cassation statue en 2021 que C8 doit dédommager Ardisson et le prestataire Téléparis de 5 millions d'euros.
Le 25 octobre 2020, l'INA lance une chaîne YouTube dédiée à Thierry Ardisson, Ina Arditube, comprenant des milliers d'extraits vidéo des émissions du présentateur-producteur.
À la suite de son départ de C8, Thierry Ardisson conçoit Hôtel du temps, un magazine d'interviews fiction, pour France 3, où de véritables propos tenus par une célébrité disparue, récupérés dans des images d'archives, sont exploités et mis en scène à l'aide du deepfake. Le premier épisode, initialement prévu en septembre 2021 et mettant en scène Jean Gabin, est repoussé au 2 mai 2022 avec un épisode de 90 minutes mettant en scène Dalida. Des audiences en dessous de celles attendues conduisent Ardisson à repousser une nouvelle fois l'épisode sur Jean Gabin et lancer la production d'un épisode sur Coluche, dont le tournage est prévu pour septembre 2022. L'épisode sur Coluche est diffusé en juin 2023, mais après des audiences décevantes, l'émission est déprogrammée. L'émission est nommée aux Emmy Awards américains de 2023, dans la catégorie International Best Non-Scripted Entertainment.
Dix mois avant sa mort en octobre 2024, lors de la fermeture de la chaîne C8, le producteur-présentateur déclare être ravi qu'elle cesse d'exister et il règle ses comptes avec le patron du groupe Canal+ Vincent Bolloré et avec l'animateur-producteur Cyril Hanouna.

### Carrière littéraire
Thierry Ardisson a écrit et publié trois romans : Cinémoi (1972) et La Bible (1975) au Seuil et Rive Droite (1983) chez Albin Michel.
En 1986, il publie le livre Louis XX, Contre-enquête sur la Monarchie (Orban), lequel se vend à 100 000 exemplaires. Le 31 octobre 1986, il apparaît dans Apostrophes dans un débat face à Max Gallo où il défend l'héritage de la monarchie française, critique de manière virulente la Révolution française comme origine des « totalitarismes » en comparant Jacques-René Hébert à Robert Faurisson, pour avoir déformé les conditions de la mort de Louis XVI.
En 1994, il publie chez Albin Michel le livre Pondichéry, relatant l’histoire d’un ancien fonctionnaire colonial ayant vécu à Pondichéry, depuis lors rapatrié dans une cité à Sartrouville. Accusé de « plagiat massif » sur plusieurs pages, cette publication fait grand bruit au moment de sa sortie.
En 2006, Thierry Ardisson publie Confessions d'un baby-boomer aux éditions Flammarion, une autobiographie écrite avec Philippe Kieffer, vendu à 100 000 exemplaires.
En 2016, il publie Les Fantômes des Tuileries chez Flammarion.
En octobre 2024, il publie L’Âge d’or de la pub aux Éditions du Rocher.

### Carrière au cinéma
En 2005, il crée la société Ardimages dans le but de produire des longs-métrages et des séries pour la télévision.
En 2007, il fait une apparition dans le film franco-québécois L'Âge des ténèbres de Denys Arcand. Il y joue son propre rôle, sur le plateau de Tout le monde en parle.
En 2012, il produit son premier long métrage, Max, réalisé par Stéphanie Murat, avec JoeyStarr et Mathilde Seigner et distribué par Warner Bros.,.
En 2013, il commence la production d'un second long-métrage, Les Souvenirs, réalisé par Jean-Paul Rouve et mettant en scène Michel Blanc, Annie Cordy, Chantal Lauby et Audrey Lamy.
En 2015, il produit Comment c'est loin, long-métrage réalisé par Orelsan et Christophe Offenstein puis l'année suivante, un film retraçant les grandes années du Palace.
En 2018, il produit Ma fille, long métrage réalisé par Naidra Ayadi, un film inspiré du roman de Bernard Clavel, Le voyage du père, retraçant le voyage à Paris d'un père à la recherche de sa fille.
En parallèle, son rôle de producteur s'exerce également dans des documentaires pour la télévision.

### Carrière à la radio
Le 29 août 2014, Thierry Ardisson rejoint Les Grosses Têtes de Laurent Ruquier sur RTL.

### Vie privée
Thierry Ardisson épouse Christiane Bergognon en juin 1970. Peu après, il découvre qu'elle le trompe et tente de se suicider en s'ouvrant les veines dans une baignoire ; il est sauvé de justesse. En 1974, lors d'un voyage à Bali avec son épouse, ils sont initiés à l'usage de drogues telles que l'héroïne, la cocaïne ou les champignons hallucinogènes. Thierry Ardisson a plusieurs fois évoqué publiquement sa consommation de drogues.
Le 2 avril 1988, il épouse Béatrice Loustalan, conceptrice sonore. Le couple a trois enfants : deux filles, nées en 1989 et 1991 et un fils, né en 1996. En août 2010, Béatrice Ardisson annonce leur séparation.
À partir de novembre 2009, il partage la vie de la journaliste Audrey Crespo-Mara, qu'il épouse le 21 juin 2014,. Le couple reste uni jusqu'à sa mort le 14 juillet 2025.

### Mort
Thierry Ardisson meurt le 14 juillet 2025 à l'âge de 76 ans à l'hôpital de la Pitié-Salpêtrière, dans le 13e arrondissement de Paris, des suites d'un cancer du foie qui s'est déclaré en 2012,,,.
Peu avant l'annonce officielle, une rumeur de sa mort est relayée sur les réseaux sociaux par le blogueur Clément Garin, à la suite de quoi Audrey Crespo-Mara annonce vouloir engager des poursuites judiciaires,.
Ses obsèques sont célébrées le 17 juillet 2025 à l'église Saint-Roch, dans le 1er arrondissement de Paris, par les abbés Daniel Duigou et Henri Imbert. La cérémonie, privée, respecte un code vestimentaire noir, conformément à ses souhaits. Thierry Ardisson est inhumé le 19 juillet 2025 au cimetière de Ménerbes dans le Vaucluse.

## Opinions politiques
Thierry Ardisson se présente comme de conviction royaliste, plus précisément défenseur de la monarchie constitutionnelle, favorable au système de Westminster. Louis de Bourbon, duc d'Anjou et prétendant légitimiste au trône de France, est par ailleurs parrain de sa fille Ninon.

## Polémiques
En février 1994, il reconnaît avoir plagié 70 lignes dans son premier livre Pondichéry. En 2005, une enquête de Jean Robin révèle que Thierry Ardisson a bien commis un plagiat de plusieurs ouvrages : Désordres à Pondichéry de Georges Delamarre (1937), De Lanka à Pondichéry de Douglas Taylor (1931) et Créole et Grande Dame d'Yvonne Gaebelé (1956) — soit une soixantaine de pages au total,.
Lors de l'émission du 16 mars 2002, il invite dans son émission Tout le Monde en parle (France 2) l'écrivain Thierry Meyssan pour parler de son livre L'Effroyable Imposture. Dans cet ouvrage, Meyssan présente les attentats du 11 septembre 2001 comme ayant été fomentés par « une partie du complexe militaro-industriel des États-Unis » et non par l'organisation terroriste Al-Qaïda, dont le chef, Oussama ben Laden, est présenté comme « une fabrication de la CIA », laquelle n'aurait d'ailleurs jamais cessé de collaborer avec les services secrets des États-Unis. Dans les jours suivant la diffusion de l'émission, cette promotion de l'ouvrage complotiste est vivement critiquée. On reproche à l'animateur de ne pas avoir formulé de contradictions à la présentation de cet ouvrage, le présentant quasiment comme un livre-vérité. Le CSA envoie un courrier au président de France Télévisions pour le mettre en garde en expliquant que l'animateur : « [...] avait repris [le livre] à son compte, sans la moindre distance critique ni précaution de langage, la propagation d'informations à l'évidence fausses, après avoir explicitement accordé à son auteur des labels de légitimité et de respectabilité. » L'organisme rappelle au directeur le non respect du cahier des charges de la chaîne, exige un rétablissement de la vérité et qu'il n'y ait plus de dérapages,,,.
En septembre 2006, Jean Birnbaum et Raphaël Chevènement publient le livre La face visible de l'homme en noir, dans lequel ils reprochent au présentateur, parmi d'autres griefs, de reproduire au sein de son émission Tout le monde en parle les tensions intercommunautaires internationales (en particulier s'agissant du conflit israélo-palestinien) et, ainsi, d'en faire la promotion en France. Ils citent comme exemple Dieudonné et avancent l'idée que les questions orientées d'Ardisson l'auraient peu à peu poussé dans des positions communautaires extrêmes. Les auteurs fustigeant également les pratiques d'Ardisson en tant que monteur, celui-ci étant accusé d'orienter les discours de son émission, diffusée en différé et fortement réduite par rapport à la durée d'enregistrement.
En février 2008, Ardisson fait partie des « Animatueurs » brocardés dans le livre de Michel Malaussena. L'auteur y revient sur ses années de collaboration avec Thierry Ardisson et évoque sa personnalité caractérielle, voire autoritaire. Dans la presse, il est décrit comme un présentateur méticuleux, précis, n'hésitant pas à écrire des centaines de fiches pour chacune de ses émissions ; « je suis très organisé » précise-t-il.
En 2020, une séquence vidéo datant de 1995 crée la polémique : on y entend Ardisson plaisanter avec Frédéric Beigbeder et Gabriel Matzneff, à propos de relations sexuelles qu'ils imaginent avec des « gamines de douze ans et demi ».
Le 10 mai 2025, sur le plateau de l'émission Quelle époque !, il affirme que « Gaza, c'est Auschwitz, voilà, c'est tout ce qu'il y a à dire », des propos condamnés par la LICRA et le CRIF. Le lendemain, il présente des excuses auprès de « ses amis juifs » par voie de communiqué à l'AFP,.

## Revenus
En 2018, Thierry Ardisson déclare dans une interview au Journal du dimanche gagner « entre 15 000 et 20 000 euros par mois ». Il ajoute : « Si je fais trop de télé au détriment d’activités plus nobles, c’est que je suis vénal, j’aime l’argent ».

## Liste des émissions

### Télévision

#### Émissions régulières
- 1985 : Descente de police, TF1
- 1985-1986 : Scoop à la une, TF1
- 1987-1988 : Bains de minuit, La Cinq[32]
- 1988-1990 : Lunettes noires pour nuits blanches, Antenne 2
- 1990-1991 : Télé Zèbre, Antenne 2
- 1991-1993 : Double Jeu, Antenne 2 puis France 2
- Été 1992 : Le bar de la plage, Antenne 2, avec notamment le professeur François Rollin
- 1993 : Ardimat, France 2
- 1994 : Autant en emporte le temps, France 2
- 1994 : Long courrier, France 2
- 1995-1996 : Paris Dernière, Paris Première
- 1997-2004 : Rive droite / Rive gauche, Paris Première
- 1998-2006 : Tout le monde en parle, France 2
- 1999 : Le Grand Tralala, coprésenté avec Laurent Ruquier, France 2
- 2001-2002 : Ça s'en va et ça revient, France 2
- 2003-2004 : Opinion publique, France 2
- 2003-2007 : 93, faubourg Saint-Honoré, Paris Première
- 2006-2018 : Salut les Terriens !, Canal+ puis C8
- 2010-2014 : Happy Hour, Canal+
- 2010-2012 : Tout le monde en a parlé, Jimmy
- 2016 :  Zéro limite, C8
- 2017-2018 : Samedi soir à Pigalle, C8
- 2017-2019 : Les Terriens du dimanche !, C8
- 2018-2019 : Les Terriens du samedi !, C8
- 2022-2024 : Hôtel du temps, France 3

#### Émissions spéciales
- juin 1990 : Rolling Stones : les jumeaux impossibles, Antenne 2
- janvier 1993 : Cœur d'Ardishow, France 2
- mars 2001 : La Nuit Gainsbourg, France 2
- octobre 2001 : La 15e Nuit des 7 d'Or : coanimateur
- juin 2002 : Spéciale Maillan-Poiret, France 2
- octobre 2002 : Bedos/Ardisson : on aura tout vu !, France 2
- décembre 2002 : Le père Noël n'est pas une ordure, France 2
- avril 2003 : Le Grand Blind test, France 2
- juin 2004 : 60e anniversaire du Débarquement (avec Michel Drucker), France 2
- avril et mai 2005 : Le Plus Grand Français de tous les temps, France 2
- avril 2008 : Ardisson : 20 ans d'antenne, Jimmy
- décembre 2023 : 214, rue de Rivoli : le dîner spécial 20 ans, Paris Première
- décembre 2023 : 93, faubourg Saint-Honoré : la crème de la crème, Paris Première
- mai 2025 : Paris Dernière : l'émission spéciale 30 ans, Paris Première

#### Documentaires
- 2016 : Génération Ardisson 30 ans de télévision, D8
- 2020 : ORTF, ils ont inventé la télé, France 3
- 2023 : L'âge d'or de la pub, France 3
- 2025 : Ardisson, l'Homme en Noir : l'hommage, émission diffusée en direct le 15 juillet 2025 sur France 2
- 2025 : La face cachée de l'homme en noir, documentaire réalisé par Audrey Crespo-Mara diffusé le 16 juillet 2025 sur TF1

### Radio
- 2019 : Sociétaire exceptionnel des Grosses Têtes sur RTL
- 2021 : Ardinight sur RFM

## Publications

### Romans
- Thierry Ardisson, Cinémoi, Paris, Éditions du Seuil, coll. « Cadre Rouge », 1973 (ISBN 2-02-001224-3)
- Thierry Ardisson, La Bilbe, Paris, Éditions du Seuil, 1975 (ISBN 978-2-02-004225-3)
- Thierry Ardisson, Rive droite : roman, Paris, Éditions Albin Michel, 1983, 216 p. (ISBN 2-226-01684-8)

### Essais
- Louis XX : Contre-enquête sur la Monarchie, Paris, éditions Gallimard, coll. « Folio », 1988 (1re éd. 1986 Olivier Orban), 249 p. (ISBN 2-07-037912-4)
- Pondichéry, éditions Albin Michel, 1994 (ISBN 978-2-226-30198-7)
- Le Petit Livre blanc. Pourquoi je suis monarchiste, Paris, Plon, 2012 (ISBN 978-2-259-21748-4)
- Les Fantôme des Tuileries, Paris, Flammarion, 2016, 224 p. (ISBN 978-2-08-137925-1)

#### En collaboration
- Avec Cyril Drouhet et Joseph Vebret, Dictionnaire des provocateurs, Paris, Plon, 2010 (ISBN 978-2-259-21213-7 et 2-259-21213-1)
- Collectif, Rock Critics, Paris, Don Quichotte, 2010, 498 p. (ISBN 978-2-35949-016-9)
- Avec Anne Saint Dreux, L'Âge d'or de la pub, Paris-Monaco, éditions du Rocher, 2024, 144 p. (ISBN 978-2268111063)

### Autobiographies
- Les Années provoc, Paris, Éditions Gallimard, coll. « Docs Témoignage », 1998, 347 p. (ISBN 2-08-067635-0)
- avec Philippe Kieffer, Confessions d'un baby-boomer, Paris, Flammarion, 2004, 358 p. (ISBN 2-08-068583-X)
- L'Homme en noir, Paris, Plon, 2025 (ISBN 978-2-259-32117-4)[128].

### Télévision
- Thierry Ardisson et Laurent Baffie, Tu l'as dit Baffie ! Concentré de vannes, Paris, Le Cherche midi, coll. « Le Sens de l'humour », 2005, 229 p. (ISBN 2-7491-0385-1)
- Thierry Ardisson et Jean-Luc Maître, Descentes de police, Paris, Love Me Tender/Business Multimedia, 1984, 139 p. (ISBN 2-7491-0144-1)
- Thierry Ardisson (collectif), Paris dernière. Paris la nuit et sa bande son, Paris, M6 Éditions, 2010, 320 p. (ISBN 978-2-915127-80-5 et 2-915127-80-8)
- Thierry Ardisson et Philippe Kieffer, Tout le monde en a parlé, Paris, Flammarion, 2012, 360 p. (ISBN 978-2-08-122126-0)
- Thierry Ardisson et Philippe Kieffer, Magnéto Serge !, Paris, Flammarion, 2013, 300 p. (ISBN 978-2-08-128029-8)

### Participations
- Thierry Ardisson (collectif), Dix Ans pour rien ? Les années 80, Paris, Éditions du Rocher, coll. « Lettre recommandée », 1990, 161 p. (ISBN 2-268-00911-4)
- Thierry Ardisson (postface), Peut-on penser à la télévision ? La Culture sur un plateau, Paris, Le Bord de l'eau/INA, coll. « Penser les médias », 2010, 290 p. (ISBN 978-2-35687-064-3 et 2-35687-064-4)

## Vidéographie
- Thierry Ardisson, Paris interdit. Découvrez les endroits les plus interdits de Paris, documentaire, 1997. (VHS)
- Thierry Ardisson, Les Années Double Jeu, Arcades Vidéo, 2010. (ASIN B00443PSOM)
- Thierry Ardisson, Les Années Lunettes Noires pour Nuits Blanches, Arcades Vidéo, 2010. (ASIN B00443PSO2)
- Thierry Ardisson, Les Années Tout le monde en parle, Arcades Vidéo, 2010. (ASIN B00443PSOW)
- Thierry Ardisson, La Boite noire de l'homme en noir, Arcades Vidéo, 2010. (ASIN B00443PSNS)
- Thierry Ardisson, Les Années Paris Première, M6 Vidéo, 2011. (ASIN B005JYUWSW)
- Collectif, Où va la création audiovisuelle, BnF/Ina, 2011[129].

## Filmographie

### Télévision
- 2020 : I Love You coiffure de Muriel Robin : l'amant de la mère de Liliane et Maud

## Musique
- Instant Sex. Le Disque souvenir de l'émission culte Double Jeu de Thierry Ardisson, vinyle, 1993.
- La Musique de Tout le monde en parle, compilation, Naïve, 2002.

Il est cité dans la chanson de Renaud, Les Bobos : « Ardisson et son pote Marco » (référence à Marc-Olivier Fogiel).

## Distinctions
- 7 d'or de la meilleure émission culturelle, pour Tout le monde en parle (2000)[130].
- 7 d'or de la meilleure émission musicale, pour Serge si tu nous regardes (2001)[131].
- Hot d'or d'honneur 2001 (remis sur le plateau de Tout le monde en parle par Estelle Desanges)[132].
- Prix Philippe-Caloni 2016 du Meilleur intervieweur de l'année[133].
- Nomination aux Emmy Awards 2023 pour l'émission Hôtel du temps dans la catégorie International Best Non-Scripted Entertainment[134].

## Décoration
Chevalier de la Légion d'honneur au titre d'« animateur, producteur de cinéma et de télévision ; 57 ans de services » (2023). Il est fait chevalier le 11 avril 2024 au palais de l'Élysée par Emmanuel Macron.

## Pour approfondir

### Articles de presse
- Joseph Vebret, « Thierry Ardisson. L'écriture ou la vie, entretien avec l'animateur », Le Magazine des livres, no 24,‎ mai/juin 2010
- Laurence Rémila, « La battle : Thierry a-t-il peur de la méthode Ardisson ? », Technikart, no 96,‎ 12 février 2007 (lire en ligne)
- François Dufay, « Ardisson : le chevalier noir de l'« infotainment » », Le Point,‎ 12 mai 2000, p. 64 (lire en ligne)
- Marc Baudriller, « Inusable », Challenges, no 490,‎ 22 septembre 2016, p. 60-63 (ISSN 0751-4417)